# Hisashi Kaneko
Hisashi Kaneko (født 12. september 1959) er en japansk fodboldspiller.

## Japans fodboldlandshold
| Japans landshold | Japans landshold | Japans landshold |
| År               | Kmp              | Mål              |
| ---------------- | ---------------- | ---------------- |
| 1986             | 3                | 0                |
| 1987             | 4                | 1                |
| Total            | 7                | 1                |